# Copa Profesional de Microfútbol 2018 (Colombia)
La Copa Profesional Masculina de Microfútbol fue la undécima edición de la Copa Profesional de Microfútbol organizada por la División Nacional de Fútbol de Salón y la Federación Colombiana de Fútbol de Salón. Comenzó a disputarse el 23 de mayo con 24 equipos.

## Sistema de juego
El sorteo se realizó con base a las posiciones geográficas de los equipos para dividirlos en cuatro grupos de seis equipos cada uno de la siguiente manera:
- Grupo A: Zona Norte y NororientaL, y Occidental del país.
- Grupo B: Zona Centro del país.
- Grupo C: Zona Andina.
- Grupo D: Zona Occidente.

## Datos de los clubes
Participaron en esta edición 24 equipos de 16 departamentos en 23 ciudades diferentes.
| Equipo                       | Departamento       | Ciudad                | Coliseo                            | Aforo |
| ---------------------------- | ------------------ | --------------------- | ---------------------------------- | ----- |
| Ángeles Bogotá               | Bogotá             | Bogotá FC             | Palacio de los Deportes            | -     |
| Alianza Oriente              | Cundinamarca       | Une                   | Coliseo Gustavo Moya               | -     |
| Belcor Halcones Cundinamarca | Cundinamarca       | La Calera             | Coliseo Paseo Real                 | -     |
| Bolívar Sí Avanza FSC        | Bolívar            | Cartagena de Indias   | Coliseo Northon Madrid             | -     |
| Caciques del Quindío FSC     | Quindío            | Calarcá               | Coliseo del Sur                    | 5 000 |
| Caporos Sinú                 | Córdoba            | Cereté                | Coliseo Mario León                 | -     |
| Club Faraones Pitalito       | Huila              | Pitalito              | Coliseo Cubierto Municipal         | -     |
| Club Palmira Futsalón        | Valle del Cauca    | Palmira               | Coliseo Cubierto Ramón E. Mazuera  | -     |
| Club Tundama FSC             | Boyacá             | Duitama               | Coliseo Mayor                      | -     |
| Guerreros Pijaos             | Tolima             | El Espinal            |                                    | -     |
| Independiente Santander FSC  | Santander          | Bucaramanga           | Coliseo Edmundo Luna Santos        | -     |
| La Noria FSC - Fusagasugá    | Cundinamarca       | Fusagasugá            | Coliseo Cubierto Coburgo           | -     |
| Lifutsalón Huila             | Huila              | Neiva                 |                                    | -     |
| Milagroso Buga FSC           | Valle del Cauca    | Guadalajara de Buga   | Coliseo Luis Ignacio Álvarez       | -     |
| Nariño FS                    | Nariño             | Pasto                 | Coliseo Sergio Antonio Ruano       | -     |
| Ocaña FDS                    | Norte de Santander | Cúcuta                | Coliseo Argelino Durán Quintero    | -     |
| Talentos Dosquebradas        | Risaralda          | Dosquebradas          | Coliseo Municipal                  | -     |
| Real Caldas FS               | Caldas             | Manizales             | Coliseo Ramón Marín Vargas         | -     |
| Real Dorada Futsalon         | Caldas             | La Dorada             |                                    | -     |
| Real Valledupar Futsalón     | Cesar              | Valledupar            | Coliseo Julio Monsalvo             | -     |
| Sabana Cundinamarca CFS      | Cundinamarca       | Cogua                 | Coliseo Municipal                  | -     |
| Santa Fe de Antioquia        | Antioquia          | Santa Fe de Antioquia |                                    | -     |
| Tuluá Gane Super Giros       | Valle del Cauca    | Tuluá                 | Coliseo Benicio Echeverry          | -     |
| Visionarios de Sincelejo     | Sucre              | Sincelejo             | Coliseo Polideportivo Las Delicias | -     |

## Fase de grupos
La primera fase se disputa en cuatro grupos con un total de 10 fechas de ida y vuelta.

### Grupo A
| Equipo                 | Pts | PJ | PG | PE | PP | GF | GC | Dif |
| ---------------------- | --- | -- | -- | -- | -- | -- | -- | --- |
| Valledupar Futsalón    | 15  | 10 | 7  | 1  | 2  | 26 | 14 | 12  |
| Caporos Sinú           | 14  | 10 | 6  | 2  | 2  | 35 | 21 | 14  |
| Visionarios            | 12  | 10 | 4  | 4  | 2  | 28 | 15 | 13  |
| Bolívar FSC            | 9   | 10 | 4  | 1  | 5  | 29 | 27 | 2   |
| Independiente Santande | 7   | 10 | 3  | 1  | 6  | 26 | 35 | -9  |
| Ocaña FDS              | 3   | 10 | 1  | 1  | 8  | 15 | 47 | -32 |

|  |                                 |
|  | Clasificados a Octavos de final |
|  | Eliminados.                     |

| Primera | Bolívar FSC      | 3 : 1 | Indep. Santander | Northon Madrid, Cartagena   | 23 de mayo  | 19:00 | Sin transmisión |
| Primera | Visionarios      | 7 : 1 | Ocaña FDS        | Las Delicias, Sincelejo     | 23 de mayo  | 20:00 | Sin transmisión |
| Primera | Caporos Sinú     | 2 : 4 | Real Valledupar  | Happy Lora, Montería        | 23 de mayo  | 20:00 | Sin transmisión |
| Segunda | Ocaña FDS        | 4 : 4 | Caporos Sinú     | Argelino Durán, Ocaña       | 2 de junio  | 19:00 | Sin transmisión |
| Segunda | Indep. Santander | 4 : 5 | Real Valledupar  | Edmundo Luna, Bucaramanga   | 2 de junio  | 20:00 | Sin transmisión |
| Segunda | Visionarios      | 2 : 1 | Bolívar FSC      | Las Delicias, Valledupar    | 2 de junio  | 20:00 | Sin transmisión |
| Tercera | Real Valledupar  | 1 : 0 | Visionarios      | Julio Monsalvo, Valledupar  | 9 de junio  | 16:30 | Sin transmisión |
| Tercera | Caporos Sinú     | 4 : 1 | Indep. Santander | Miguel Happy Lora, Montería | 10 de junio | 20:00 | Sin transmisión |
| Tercera | Bolívar FSC      | 5 : 0 | Ocaña FDS        | Northon Madrid, Cartagena   | Aplazado    | 00:00 | Sin transmisión |
| Cuarta  | Ocaña FDS        | 2 : 4 | Indep. Santander | Argelino Duran, Ocaña       | 13 de junio | 20:00 | Sin transmisión |
| Cuarta  | Visionarios      | 2 : 2 | Caporos Sinú     | Las Delicias, Sincelejo     | 13 de junio | 20:00 | Sin transmisión |
| Cuarta  | Bolívar FSC      | 3 : 2 | Real Valledupar  | Northon Madrid, Cartagena   | 13 de junio | 20:00 | Sin transmisión |
| Quinta  | Caporos Sinú     | 4 : 2 | Bolívar FSC      | Miguel Happy Lora, Montería | 22 de junio | 16:30 | Sin transmisión |
| Quinta  | Real Valledupar  | 8 : 1 | Ocaña FDS        | Julio Monsalvo              | 23 de junio | 20:00 | Sin transmisión |
| Quinta  | Indep. Santander | 1 : 1 | Visionarios      | Edmundo Luna, Bucaramanga   | 23 de junio | 20:00 | Sin transmisión |

| Primera | Real Valledupar  | 0 : 1 | Caporos Sinú     | Julio Monsalvo, Valledupar  | 30 de junio | 17:00 | Sin transmisión |
| Primera | Ocaña FDS        | 0 : 5 | Visionarios      | Argelino Duran, Ocaña       | 30 de junio | 20:30 | Sin transmisión |
| Primera | Indep. Santander | 5 : 3 | Bolívar FSC      | Edmundo Luna, Bucaramanga   | 15 de julio | 00:00 | Sin transmisión |
| Segunda | Caporos Sinú     | 6 : 0 | Ocaña FDS        | Happy Lora, Montería        | 5 de julio  | 21:30 | Sin transmisión |
| Segunda | Bolívar FSC      | 4 : 4 | Visionarios      | Northon Madrid, Cartagena   | 7 de julio  | 19:00 | Sin transmisión |
| Segunda | Real Valledupar  | :     | Indep. Santander | Julio Monsalvo, Valledupar  | Aplazado    | 00:00 | Sin transmisión |
| Tercera | Indep. Santander | 1 : 7 | Caporos Sinú     | Edmundo Luna, Bucaramanga   | 14 de julio | 19:00 | Sin transmisión |
| Tercera | Visionarios      | 1 : 1 | Real Valledupar  | Las Delicias, Sincelejo     | 14 de julio | 20:00 | Sin transmisión |
| Tercera | Ocaña FDS        | 3 : 2 | Bolívar FSC      | Argelino Duran, Ocaña       | 14 de julio | 20:00 | Sin transmisión |
| Cuarta  | Real Valledupar  | 3 : 2 | Bolívar FSC      | Julio Monsalvo, Valledupar  | 21 de julio | 20:00 | Sin transmisión |
| Cuarta  | Caporos Sinú     | 2 : 1 | Visionarios      | Miguel Happy Lora, Montería | 21 de julio | 20:00 | Sin transmisión |
| Cuarta  | Indep. Santander | 5 : 4 | Ocaña FDS        | Edmundo Luna, Bucaramanga   | 21 de julio | 20:00 | Sin transmisión |
| Quinta  | Visionarios      | 5 : 2 | Indep. Santander | Las Delicias, Sincelejo     | 28 de julio | 18:00 | Sin transmisión |
| Quinta  | Bolívar FSC      | 4 : 3 | Caporos Sinú     | Northon Madrid, Cartagena   | 28 de julio | 19:00 | Sin transmisión |
| Quinta  | Ocaña FDS        | :     | Real Valledupar  | Argelino Duran, Ocaña       | 28 de julio | 20:30 | Sin transmisión |

### Grupo B
| Equipo          | Pts | PJ | PG | PE | PP | GF | GC | Dif |
| --------------- | --- | -- | -- | -- | -- | -- | -- | --- |
| Ángeles         | 18  | 10 | 9  | 0  | 1  | 61 | 18 | 43  |
| Sabana CFS      | 13  | 10 | 6  | 1  | 3  | 47 | 35 | 12  |
| Tundama Duitama | 10  | 10 | 4  | 2  | 4  | 35 | 39 | -4  |
| La Noria        | 8   | 10 | 4  | 0  | 6  | 41 | 41 | 0   |
| Alianza Oriente | 7   | 10 | 3  | 1  | 6  | 22 | 47 | -25 |
| Belcor Soacha   | 4   | 10 | 2  | 0  | 8  | 28 | 54 | -26 |

|  |                                 |
|  | Clasificados a Octavos de final |
|  | Eliminados.                     |

| Primera | Belcor Halcones | 2 : 5 | Sabana          | Leon XIII, Soacha               | 23 de mayo  | 16:00 | Sin transmisión |
| Primera | La Noria        | 1 : 3 | Ángeles         | Coburgo, Fusagasugá             | 23 de mayo  | 19:00 | Sin transmisión |
| Primera | Tundama FSC     | 2 : 2 | Alianza Oriente | Mayor de Duitama                | 23 de mayo  | 19:00 | Sin transmisión |
| Segunda | Ángeles         | 7 : 0 | Alianza Oriente | Palacio de los Deportes, Bogotá | 2 de junio  | 16:30 | Señal Colombia  |
| Segunda | La Noria        | 1 : 0 | Belcor Halcones | Coburgo, Fusagasugá             | 2 de junio  | 17:00 | Sin transmisión |
| Segunda | Sabana          | 5 : 2 | Tundama FSC     | Mayor de Duitama                | 2 de junio  | 19:00 | Sin transmisión |
| Tercera | La Noria        | :     | Tundama FSC     |                                 |             | 00:00 | Sin transmisión |
| Tercera | Ángeles         | 3 : 0 | Belcor Halcones |                                 | 18:00       |       | Sin transmisión |
| Tercera | Sabana          | 4 : 1 | Alianza Oriente |                                 | 00:00       |       | Sin transmisión |
| Cuarta  | Ángeles         | 5 : 3 | Sabana          | Nuevo Muzú, Bogotá              | 13 de junio | 19:00 | Sin transmisión |
| Cuarta  | La Noria        | 2 : 3 | Alianza Oriente | Colburgo, Fusagasugá            | 13 de junio | 19:00 | Sin transmisión |
| Cuarta  | Belcor Halcones | 3 : 5 | Tundama FSC     | Xiua, Sibaté                    | 13 de junio | 20:00 | Sin transmisión |
| Quinta  | Tundama FSC     | 2 : 5 | Ángeles         | Mayor de Duitama                | 23 de junio | 16:30 | Señal Colombia  |
| Quinta  | Alianza Oriente | 4 : 3 | Belcor Halcones | Gustavo Moya, Une               | 23 de junio | 18:00 | Sin transmisión |
| Quinta  | Sabana          | 5 : 8 | La Noria        | La Luna, Chía                   | 23 de junio | 19:00 | Sin transmisión |

| Primera | Sabana          | 4 : 5  | Belcor Halcones | Luna, Chía                      | 30 de junio | 16:30 | Señal Colombia  |
| Primera | Alianza Oriente | 0 : 1  | Tundama FSC     | Gustavo Moya, Une               | 30 de junio | 18:00 | Sin transmisión |
| Primera | Ángeles         | 4 : 2  | La Noria        | Palacio de los Deportes, Bogotá | 1 de julio  | 16:00 | Sin transmisión |
| Segunda | Alianza Oriente | 2 : 10 | Ángeles         | Luna, Chía                      | 7 de julio  | 16:30 | Señal Colombia  |
| Segunda | Tundama FSC     | 3 : 3  | Sabana          | Mayor de Duitama                | 7 de julio  | 18:00 | Sin transmisión |
| Segunda | Halcones        | 5 : 9  | La Noria        | Xiua, Sibaté                    | 7 de julio  | 19:00 | Sin transmisión |
| Tercera | Ángeles         | 12 : 2 | Belcor Halcones | Nuevo Muzu, Bogotá              | 14 de julio | 16:00 | Sin transmisión |
| Tercera | La Noria        | 11 : 7 | Tundama FSC     | Coburgo, Fusagasugá             | 14 de julio | 16:30 | Señal Colombia  |
| Tercera | Sabana          | 8 : 4  | Alianza Oriente | La Luna de Chía                 | 14 de julio | 19:00 | Sin transmisión |
| Cuarta  | Alianza Oriente | 4 : 2  | La Noria        | Gustavo Moya Angel, Une         | 21 de julio | 16:30 | Señal Colombia  |
| Cuarta  | Sabana          | 6 : 3  | Ángeles         | La Luna, Chía                   | 21 de julio | 00:00 | Sin transmisión |
| Cuarta  | Tundama FSC     | 4 : 2  | Belcor Halcones | Mayor de Duitama                | 21 de julio | 00:00 | Sin transmisión |
| Quinta  | Ángeles         | 5 : 0  | Tundama FSC     | Nuevo Muzú, Bogotá              | 28 de julio | 20:00 | Sin transmisión |
| Quinta  | Belcor Halcones | 6 : 2  | Alianza Oriente | Cubierto Xiua, Sibaté           | 28 de julio | 16:00 | Sin transmisión |
| Quinta  | La Noria        | 2 : 4  | Sabana          | Coburgo, Fusagasugá             | 28 de julio | 19:00 | Sin transmisión |

### Grupo C
| Equipo                | Pts | PJ | PG | PE | PP | GF | GC | Dif |
| --------------------- | --- | -- | -- | -- | -- | -- | -- | --- |
| Caciques del Quindío  | 16  | 9  | 8  | 0  | 1  | 54 | 25 | 29  |
| Faraones Pitalito     | 16  | 10 | 8  | 0  | 2  | 45 | 23 | 22  |
| Santa Fe de Antioquia | 8   | 9  | 4  | 0  | 5  | 43 | 33 | 10  |
| Real Dorada Futsalón  | 8   | 10 | 3  | 2  | 5  | 26 | 40 | -14 |
| Guerreros Pijaos      | 7   | 10 | 3  | 1  | 6  | 35 | 55 | -20 |
| Lifutsalón Huila      | 3   | 10 | 1  | 1  | 8  | 24 | 51 | -27 |

|  |                                 |
|  | Clasificados a Octavos de final |
|  | Eliminados.                     |

| Primera | Guerreros Pijaos     | 4 : 1 | Lif. Huila           | Cubierto de Nilo            | 23 de mayo  | 19:30 | Sin transmisión |
| Primera | Caciques del Quindío | 8 : 0 | Real Dorada          | Sur de Calarcá              | 23 de mayo  | 20:00 | Sin transmisión |
| Primera | Faraones Pitalito    | 4 : 3 | Santa Fe Antioquia   | Cubierto de Pitalito        | 23 de mayo  | 20:00 | Sin transmisión |
| Segunda | Santa Fe Antioquia   | 8 : 1 | Guerreros Pijaos     | Llano de Bolívar, Santa Fe  | 2 de junio  | 18:00 | Sin transmisión |
| Segunda | Real Dorada          | 3 : 0 | Lif. Huila           | Ventura Castillo, La Dorada | 2 de junio  | 20:00 | Sin transmisión |
| Segunda | Caciques del Quindío | 3 : 2 | Faraones Pitalito    | Sur de Calarcá              | 2 de junio  | 20:00 | Sin transmisión |
| Tercera | Guerreros Pijaos     | 2 : 5 | Caciques del Quindío | Señal Colombia              | 9 de junio  | 18:30 | Sin transmisión |
| Tercera | Faraones Pitalito    | 7 : 1 | Real Dorada          | Municipal de Pitalito       | 9 de junio  | 20:00 | Sin transmisión |
| Tercera | Lif. Huila           | 2 : 7 | Santa Fe Antioquia   | Municipal de Rivera         | 9 de junio  | 20:00 | Sin transmisión |
| Cuarta  | Real Dorada          | 2 : 1 | Santa Fe Antioquia   | Ventura Castillo, La Dorada | 13 de junio | 20:00 | Sin transmisión |
| Cuarta  | Caciques del Quindío | 5 : 3 | Lif. Huila           | Sur de Calarcá              | 13 de junio | 20:00 | Sin transmisión |
| Cuarta  | Faraones Pitalito    | 7 : 2 | Guerreros Pijaos     | Municipal de Pitalito       | 13 de junio | 20:00 | Sin transmisión |
| Quinta  | Santa Fe Antioquia   | 4 : 5 | Caciques del Quindío | Llano de Bolívar, Santa Fe  | 23 de junio | 18:00 | Sin transmisión |
| Quinta  | Guerreros Pijaos     | 4 : 4 | Real Dorada          | Municipal de Nilo           | 23 de junio | 20:00 | Sin transmisión |
| Quinta  | Lif. Huila           | 2 : 3 | Faraones Pitalito    | Álvaro Sánchez Silva, Neiva | 23 de junio | 20:00 | Sin transmisión |

| Primera | Real Dorada          | 2 : 6  | Caciques del Quindío | Ventura Castillo, La Dorada | 28 de junio | 20:00 | Sin transmisión |
| Primera | Santa Fe Antioquia   | 4 : 5  | Faraones Pitalito    | Municipal de Liborina       | 30 de junio | 16:30 | Sin transmisión |
| Primera | Lif. Huila           | 6 : 4  | Guerreros Pijaos     | Álvaro Sánchez, Neiva       | 30 de junio | 20:00 | Sin transmisión |
| Segunda | Pijaos               | 9 : 4  | Santa Fe Antioquia   | Municipal de Nilo           | 7 de julio  | 20:00 | Sin transmisión |
| Segunda | Lif Huila            | 5 : 5  | Real Dorada          | Municipal de Rivera         | 7 de julio  | 20:00 | Sin transmisión |
| Segunda | Faraones             | 4 : 2  | Caciques             | Municipal de Pitalito       | 7 de julio  | 20:00 | Sin transmisión |
| Tercera | Santa Fe Antioquia   | 7 : 1  | Lif. Huila           | Llano Bolívar, Santa Fe     | 14 de julio | 16:00 | Sin transmisión |
| Tercera | Real Dorada          | 2 : 3  | Faraones Pitalito    | Ventura Castillo, La Dorada | 14 de julio | 18:00 | Sin transmisión |
| Tercera | Caciques del Quindío | 14 : 4 | Guerreros Pijaos     | Sur de Calarcá              | 14 de julio | 20:00 | Sin transmisión |
| Cuarta  | Santa Fe Antioquia   | 5 : 4  | Real Dorada          | Llano de Bolívar            | 21 de julio | 00:00 | Sin transmisión |
| Cuarta  | Lif. Huila           | 4 : 6  | Caciques del Quindío | Municipal de Rivera         | 21 de julio | 00:00 | Sin transmisión |
| Cuarta  | Guerreros Pijaos     | 4 : 3  | Faraones Pitalito    | Municipal de Nilo           | 21 de julio | 00:00 | Sin transmisión |
| Quinta  | Faraones Pitalito    | :      | Lif. Huila           | Municipal de Palestina      | 28 de julio | 18:00 | Sin transmisión |
| Quinta  | Real Dorada          | 3 : 1  | Guerreros Pijaos     | Ventura Castillo, La Dorada | 28 de julio | 20:00 | Sin transmisión |
| Quinta  | Caciques del Quindío | :      | Santa Fe Antioquia   | Sur de Calarcá              | 29 de julio | 19:00 | Sin transmisión |

### Grupo D
| Equipo            | Pts | PJ | PG | PE | PP | GF | GC | Dif |
| ----------------- | --- | -- | -- | -- | -- | -- | -- | --- |
| Milagroso de Buga | 19  | 10 | 9  | 1  | 0  | 72 | 34 | 38  |
| Tuluá Legón       | 11  | 10 | 5  | 1  | 4  | 37 | 29 | 8   |
| Nariño FS         | 11  | 10 | 4  | 3  | 3  | 34 | 32 | 2   |
| Pereira FS        | 8   | 10 | 3  | 2  | 5  | 35 | 52 | -17 |
| Palmira Futsalón  | 7   | 10 | 2  | 3  | 5  | 29 | 44 | -15 |
| Real Caldas       | 4   | 10 | 2  | 0  | 8  | 27 | 43 | -16 |

|  |                                 |
|  | Clasificados a Octavos de final |
|  | Eliminados.                     |

| Primera | Milagroso Buga   | 11 : 2 | Pereira FS       | Luis Álvarez, Buga            | 23 de mayo  | 20:00 | Sin transmisión |
| Primera | Tuluá            | 3 : 2  | Nariño FS        | Benicio Echeverry, Tuluá      | 23 de mayo  | 20:00 | Sin transmisión |
| Primera | Palmira Futsalón | 4 : 3  | Real Caldas      | Ramón E. Mazuera, Palmira     | 23 de mayo  | 20:00 | Sin transmisión |
| Segunda | Pereira FS       | 3 : 5  | Real Caldas      | Rafael Cuartas, Pereira       | 3 de junio  | 20:00 | Sin transmisión |
| Segunda | Nariño FS        | 2 : 1  | Palmira Futsalón | Sergio Antonio Ruano, Pasto   | 3 de junio  | 20:00 | Sin transmisión |
| Segunda | Milagroso Buga   | 9 : 7  | Tuluá            | Luis I. Álvarez, Buga         | 3 de junio  | 20:00 | Sin transmisión |
| Tercera | Tuluá            | 6 : 4  | Pereira FS       |                               | 8 de junio  | 20:00 | Sin transmisión |
| Tercera | Real Caldas      | 3 : 4  | Nariño FS        | Ramón Marín Vargas, Manizales | 9 de junio  | 19:30 | Sin transmisión |
| Tercera | Palmira Futsalón | 2 : 9  | Milagroso Buga   | Benicio Echeverry, Palmira    | 9 de junio  | 20:00 | Sin transmisión |
| Cuarta  | Milagroso Buga   | 6 : 4  | Real Caldas      | Luis Álvarez, Buga            | 13 de junio | 19:30 | Sin transmisión |
| Cuarta  | Pereira FS       | 3 : 3  | Nariño FS        | Rafael Cuartas, Pereira       | 13 de junio | 20:00 | Sin transmisión |
| Cuarta  | Tuluá            | 4 : 4  | Palmira Futsalón | Benicio Echeverry, Palmira    | 13 de junio | 20:00 | Sin transmisión |
| Quinta  | Real Caldas      | 0 : 4  | Tuluá            | Ramón Marin Vargas, Manizales | 23 de junio | 19:00 | Sin transmisión |
| Quinta  | Palmira Futsalón | 4 : 7  | Pereira FS       | Ramón Elias Mazuera, Palmira  | 23 de junio | 20:00 | Sin transmisión |
| Quinta  | Nariño FS        | 1 : 3  | Milagroso Buga   | Sergio Antonio Ruano, Pasto   | 23 de junio | 20:00 | Sin transmisión |

| Primera | Real Caldas      | 1 : 3  | Palmira Futsalón  | Ramón Marín, Manizales        | 30 de junio | 19:00 | Sin transmisión |
| Primera | Pereira FS       | 4 : 12 | Milagroso Buga    | Rafael Cuartas, Pereira       | 30 de junio | 20:00 | Sin transmisión |
| Primera | Nariño FS        | 4 : 2  | Tuluá             | Sergio Antonio Ruano, Pasto   | 30 de junio | 20:00 | Sin transmisión |
| Segunda | Palmira          | 5 : 5  | Nariño            | Ramon Mazuera, Palmir         | 7 de julio  | 14:00 | Sin transmisión |
| Segunda | Real Caldas      | 4 : 3  | Pereira           | Ramon Marin, Manizales        | 7 de julio  | 19:30 | Sin transmisión |
| Segunda | Tuluá            | 1 : 3  | Milagroso de Buga | Benicio Echeverry, Tuluá      | 7 de julio  | 20:00 | Sin transmisión |
| Tercera | Pereira FS       | 3 : 2  | Tuluá             | Rafael Cuartas, Pereira       | 14 de julio | 20:00 | Sin transmisión |
| Tercera | Milagroso Buga   | 8 : 4  | Palmira Futsalón  | Luis I. Álvarez, Buga         | 14 de julio | 20:00 | Sin transmisión |
| Tercera | Nariño FS        | 5 : 3  | Real Caldas       | Sur Orientales, Pasto         | 14 de julio | 20:00 | Sin transmisión |
| Cuarta  | Nariño FS        | 3 : 4  | Pereira FS        | Barrios Sur Orientales, Pasto | 20 de julio | 00:00 | Sin transmisión |
| Cuarta  | Real Caldas      | 4 : 6  | Milagroso Buga    | Ramín Marin Vargas, Manizales | 21 de julio |       | Sin transmisión |
| Cuarta  | Palmira Futsalón | 0 : 3  | Tuluá             | Ramón Elias Manzura, Palmira  | 21 de julio | 00:00 | Sin transmisión |
| Quinta  | Tuluá            | :      | Real Caldas       | Benicio Echeverry, Tuluá      | 28 de julio | 20:00 | Sin transmisión |
| Quinta  | Pereira FS       | 2 : 2  | Palmira Futsalón  | Rafael Cuartas, Pereira       | 28 de julio | 20:00 | Sin transmisión |
| Quinta  | Milagroso Buga   | 5 : 5  | Nariño FS         | Luis I. Álvarez, Buga         | 28 de julio | 20:00 | Sin transmisión |

## Cuadro final
A partir de aquí se juegan llaves de eliminación directa en juegos de ida y vuelta siendo el local en el segundo partido el equipo con mejor clasificación.
|  | Octavos de final      | Octavos de final      | Octavos de final  |                      |   | Cuartos de final   | Cuartos de final   | Cuartos de final   |  |  | Semifinales                     | Semifinales                     | Semifinales                     |  |  | Final                 | Final                 | Final                 |
|  | 4 al 12 de agosto     | 4 al 12 de agosto     | 4 al 12 de agosto |                      |   | 15 al 18 de agosto | 15 al 18 de agosto | 15 al 18 de agosto |  |  | 29 de agosto al 1 de septiembre | 29 de agosto al 1 de septiembre | 29 de agosto al 1 de septiembre |  |  | 8 al 14 de septiembre | 8 al 14 de septiembre | 8 al 14 de septiembre |
|  |                       |                       |                   |                      |   |                    |                    |                    |  |  |                                 |                                 |                                 |  |  |                       |                       |                       |
|  |                       |                       |                   |                      |   |                    |                    |                    |  |  |                                 |                                 |                                 |  |  |                       |                       |                       |
|  |                       |                       |                   |                      |   |                    |                    |                    |  |  |                                 |                                 |                                 |  |  |                       |                       |                       |
|  | Valledupar Futsalon   | 3                     | 1                 |                      |   |                    |                    |                    |  |  |                                 |                                 |                                 |  |  |                       |                       |                       |
|  | Valledupar Futsalon   | 3                     | 1                 |                      |   |                    |                    |                    |  |  |                                 |                                 |                                 |  |  |                       |                       |                       |
|  | La Noria              | 2                     | 1                 |                      |   |                    |                    |                    |  |  |                                 |                                 |                                 |  |  |                       |                       |                       |
|  | La Noria              | 2                     | 1                 | Valledupar Futsalon  | 2 | 1                  |                    |                    |  |  |                                 |                                 |                                 |  |  |                       |                       |                       |
|  |                       |                       |                   |                      | 2 | 1                  |                    |                    |  |  |                                 |                                 |                                 |  |  |                       |                       |                       |
|  |                       | Visionarios Sincelejo | 3                 | 1                    |   |                    |                    |                    |  |  |                                 |                                 |                                 |  |  |                       |                       |                       |
|  | Sabana CFS            | Visionarios Sincelejo | 3                 | 1                    | 5 | 5                  |                    |                    |  |  |                                 |                                 |                                 |  |  |                       |                       |                       |
|  | Sabana CFS            |                       |                   |                      | 5 | 5                  |                    |                    |  |  |                                 |                                 |                                 |  |  |                       |                       |                       |
|  | Visionarios Sincelejo | 8                     | 4                 |                      |   |                    |                    |                    |  |  |                                 |                                 |                                 |  |  |                       |                       |                       |
|  | Visionarios Sincelejo | 8                     | 4                 | Ángeles Bogotá       | 2 | 4 (3)              |                    |                    |  |  |                                 |                                 |                                 |  |  |                       |                       |                       |
|  |                       |                       |                   |                      | 2 | 4 (3)              |                    |                    |  |  |                                 |                                 |                                 |  |  |                       |                       |                       |
|  |                       | Visionarios Sincelejo | 7                 | 3 (2)                |   |                    |                    |                    |  |  |                                 |                                 |                                 |  |  |                       |                       |                       |
|  | Ángeles Bogotá        | Visionarios Sincelejo | 7                 | 3 (2)                | 1 | 7                  |                    |                    |  |  |                                 |                                 |                                 |  |  |                       |                       |                       |
|  | Ángeles Bogotá        |                       |                   |                      | 1 | 7                  |                    |                    |  |  |                                 |                                 |                                 |  |  |                       |                       |                       |
|  | Bolívar FSC           | 2                     | 4                 |                      |   |                    |                    |                    |  |  |                                 |                                 |                                 |  |  |                       |                       |                       |
|  | Bolívar FSC           | 2                     | 4                 | Ángeles Bogotá       | 7 | 8                  |                    |                    |  |  |                                 |                                 |                                 |  |  |                       |                       |                       |
|  |                       |                       |                   |                      | 7 | 8                  |                    |                    |  |  |                                 |                                 |                                 |  |  |                       |                       |                       |
|  |                       | Caporos Sinú          | 1                 | 4                    |   |                    |                    |                    |  |  |                                 |                                 |                                 |  |  |                       |                       |                       |
|  | Caporos Sinú          | Caporos Sinú          | 1                 | 4                    | 5 | 2                  |                    |                    |  |  |                                 |                                 |                                 |  |  |                       |                       |                       |
|  | Caporos Sinú          |                       |                   |                      | 5 | 2                  |                    |                    |  |  |                                 |                                 |                                 |  |  |                       |                       |                       |
|  | Tundama Duitama       | 1                     | 4                 |                      |   |                    |                    |                    |  |  |                                 |                                 |                                 |  |  |                       |                       |                       |
|  | Tundama Duitama       | 1                     | 4                 | Ángeles Bogotá       | 5 | 1 (2)              |                    |                    |  |  |                                 |                                 |                                 |  |  |                       |                       |                       |
|  |                       |                       |                   |                      | 5 | 1 (2)              |                    |                    |  |  |                                 |                                 |                                 |  |  |                       |                       |                       |
|  |                       | Caciques del Quindío  | 3                 | 2 (3)                |   |                    |                    |                    |  |  |                                 |                                 |                                 |  |  |                       |                       |                       |
|  | Caciques del Quindío  | Caciques del Quindío  | 3                 | 2 (3)                | 5 | 4                  |                    |                    |  |  |                                 |                                 |                                 |  |  |                       |                       |                       |
|  | Caciques del Quindío  |                       |                   |                      | 5 | 4                  |                    |                    |  |  |                                 |                                 |                                 |  |  |                       |                       |                       |
|  | Pereira FS            | 3                     | 3                 |                      |   |                    |                    |                    |  |  |                                 |                                 |                                 |  |  |                       |                       |                       |
|  | Pereira FS            | 3                     | 3                 | Caciques del Quindío | 2 | 5                  |                    |                    |  |  |                                 |                                 |                                 |  |  |                       |                       |                       |
|  |                       |                       |                   |                      | 2 | 5                  |                    |                    |  |  |                                 |                                 |                                 |  |  |                       |                       |                       |
|  |                       | Tuluá Legón           | 3                 | 1                    |   |                    |                    |                    |  |  |                                 |                                 |                                 |  |  |                       |                       |                       |
|  | Tuluá Legón           | Tuluá Legón           | 3                 | 1                    | 3 | 5 (2)              |                    |                    |  |  |                                 |                                 |                                 |  |  |                       |                       |                       |
|  | Tuluá Legón           |                       |                   |                      | 3 | 5 (2)              |                    |                    |  |  |                                 |                                 |                                 |  |  |                       |                       |                       |
|  | Santa Fe              | 7                     | 1 (1)             |                      |   |                    |                    |                    |  |  |                                 |                                 |                                 |  |  |                       |                       |                       |
|  | Santa Fe              | 7                     | 1 (1)             | Caciques del Quindío | 1 | 6                  |                    |                    |  |  |                                 |                                 |                                 |  |  |                       |                       |                       |
|  |                       |                       |                   |                      | 1 | 6                  |                    |                    |  |  |                                 |                                 |                                 |  |  |                       |                       |                       |
|  |                       | Faraones Pitalito     | 1                 | 5                    |   |                    |                    |                    |  |  |                                 |                                 |                                 |  |  |                       |                       |                       |
|  | Faraones Pitalito     | Faraones Pitalito     | 1                 | 5                    | 2 | 8                  |                    |                    |  |  |                                 |                                 |                                 |  |  |                       |                       |                       |
|  | Faraones Pitalito     |                       |                   |                      | 2 | 8                  |                    |                    |  |  |                                 |                                 |                                 |  |  |                       |                       |                       |
|  | Nariño FS             | 3                     | 2                 |                      |   |                    |                    |                    |  |  |                                 |                                 |                                 |  |  |                       |                       |                       |
|  | Nariño FS             | 3                     | 2                 | Faraones Pitalito    | 3 | 5 (3)              |                    |                    |  |  |                                 |                                 |                                 |  |  |                       |                       |                       |
|  |                       |                       |                   |                      | 3 | 5 (3)              |                    |                    |  |  |                                 |                                 |                                 |  |  |                       |                       |                       |
|  |                       | Milagroso de Buga     | 4                 | 4 (2)                |   |                    |                    |                    |  |  |                                 |                                 |                                 |  |  |                       |                       |                       |
|  | Milagroso de Buga     | Milagroso de Buga     | 4                 | 4 (2)                |   | 14                 |                    |                    |  |  |                                 |                                 |                                 |  |  |                       |                       |                       |
|  | Milagroso de Buga     |                       |                   |                      |   | 14                 |                    |                    |  |  |                                 |                                 |                                 |  |  |                       |                       |                       |
|  | Real Dorada           |                       | 6                 |                      |   |                    |                    |                    |  |  |                                 |                                 |                                 |  |  |                       |                       |                       |

- Nota 1: En cada llave, el equipo ubicado en la primera línea es el que ejerce la localía en el partido de vuelta.

| Colombia                                   |
| Campeón Caciques del Quindío Primer título |

## Reclasificación
| Equipo                      | Pts | PJ | PG | PE | PP | GF | GC | Dif |
| --------------------------- | --- | -- | -- | -- | -- | -- | -- | --- |
| Milagroso de Buga (c)       | 19  | 10 | 9  | 1  | 0  | 72 | 34 | 38  |
| Ángeles (c)                 | 18  | 10 | 9  | 0  | 1  | 61 | 18 | 43  |
| Caciques del Quindío (c)    | 16  | 9  | 8  | 0  | 1  | 54 | 25 | 29  |
| Faraones Pitalito (c)       | 16  | 10 | 8  | 0  | 2  | 45 | 23 | 22  |
| Valledupar Futsalón (c)     | 15  | 10 | 7  | 1  | 2  | 26 | 14 | 12  |
| Caporos Sinú (c)            | 14  | 10 | 6  | 2  | 2  | 35 | 21 | 14  |
| Sabana CFS (c)              | 13  | 10 | 6  | 1  | 3  | 47 | 35 | 12  |
| Visionarios (c)             | 12  | 10 | 4  | 4  | 2  | 28 | 15 | 13  |
| Tuluá Legón (c)             | 11  | 10 | 5  | 1  | 4  | 37 | 29 | 8   |
| Nariño FS (c)               | 11  | 10 | 4  | 3  | 3  | 34 | 32 | 2   |
| Tundama Duitama (c)         | 10  | 10 | 4  | 2  | 4  | 35 | 39 | -4  |
| Bolívar FS (c)              | 9   | 10 | 4  | 1  | 5  | 29 | 27 | 2   |
| Santa Fe de Antioquia (c)   | 8   | 9  | 4  | 0  | 5  | 43 | 33 | 10  |
| La Noria (c)                | 8   | 10 | 4  | 0  | 6  | 41 | 41 | 0   |
| Real Dorada Futsalón (c)    | 8   | 10 | 3  | 2  | 5  | 26 | 40 | -14 |
| Pereira FS (c)              | 8   | 10 | 3  | 2  | 5  | 35 | 52 | -17 |
| Independiente Santander (x) | 7   | 10 | 3  | 1  | 6  | 26 | 35 | -9  |
| Palmira Futsalón (x)        | 7   | 10 | 2  | 3  | 5  | 29 | 44 | -15 |
| Guerreros Pijaos (x)        | 7   | 10 | 3  | 1  | 6  | 35 | 55 | -20 |
| Alianza Oriente (x)         | 7   | 10 | 3  | 1  | 6  | 22 | 47 | -25 |
| Real Caldas (x)             | 4   | 10 | 2  | 0  | 8  | 27 | 43 | -16 |
| Belcor Soacha (x)           | 4   | 10 | 2  | 0  | 8  | 28 | 54 | -26 |
| Lifutsalón Huila (x)        | 3   | 10 | 1  | 1  | 8  | 24 | 51 | -27 |
| Ocaña FDS (x)               | 3   | 10 | 1  | 1  | 8  | 15 | 47 | -32 |